# ام‌کی۴۸۴

ترسیمی از ام‌کی۴۸۴

رادیو ای‌ام مدار مجتمع ام‌کی۴۸۴ یک گیرنده رادیویی کاملاً کاربردی ای‌ام بر روی یک تراشه است. در محفظه  تی‌او-۹۲ ساخته شده‌است و شبیه یک ترانزیستور کوچک است. این جایگزین مشابه رادیو ای‌ام آی‌سی  زدان۴۱۴ از دهه ۱۹۷۰ است. ام‌کی۴۸۴ مورد علاقه بسیاری از علاقه‌مندان است. از این جهت که با حداقل قطعات گسسته عملکرد خوبی دارد، از مزیت آن می‌باشد و می‌تواند از یک پیل ۱٫۵ ولت اجرا شود.
ام‌کی۴۸۴ اکنون به نوبه خود با تی‌ای۷۶۴۲ جایگزین شده‌است.

## عملکرد استاندارد
ساده‌ترین مدار با استفاده از ام‌کی۴۸۴ می‌تواند تنها با یک باتری، هدفون (یا بلندگو با مقاومت زیاد)، سیم پیچ و یک خازن متغیر ساخته شود.

## گسترش عملکرد
خروجی ام‌کی۴۸۴ را می‌توان در بیس ترانزیستور اعمال کرد تا تقویت بیشتری را به عنوان یک  تقویت‌کننده کلاس A فراهم کند، اما این اغلب یک طراحی ناکارآمد است. در مقابل، ممکن است از تقویت‌کننده صوتی ال‌ام۳۸۶ برای راه‌اندازی یک بلندگو کوچک استفاده شود.
توجه داشته باشید که در صورت استفاده از  ال‌ام۳۸۶ ولتاژ بیشتری لازم است؛ بنابراین، برای ایجاد افت ولتاژ، از دیودهای سیگنال کوچک (مانند  1N4148) توصیه می‌شود، یا از مبدل زنر DC-DC با LED قرمز استفاده کنید (در بایاس مستقیم، می‌تواند به عنوان یک نشانگر توان دو برابر شود) و یک مقاومت (چند صد اهم برای کار با ۹ ولت)، برای جلوگیری از اضافه ولتاژ ام‌کی۴۸۴.

## مزایای
- اندازه‌ی جمع و جور
- مصرف کم انرژی
- هزینه کم: در بازارهای الکترونیکی هند ۴۰ تا ۶۰ روپیه
- از ۶۵ سنت هرکدام در وب سایت‌های مختلف خرده فروشی می‌شود